# Il dito magico
Il dito magico (The Magic Finger) è un racconto per bambini scritto da Roald Dahl nel 1966 e pubblicato dalla Hardcover. La prima edizione vide la collaborazione come illustratore di William Pene du Bois, nelle successive edizioni poi sostituito dai disegni di Pat Mariott, Tony Ross e infine Quentin Blake, il quale divenne poi illustratore fisso dei libri di Dahl.

## Trama
La protagonista della storia è una bambina di otto anni dotata di un potere: un dito magico, che lancia incantesimi maligni su coloro che la fanno arrabbiare. 
E ciò che la piccola desidera più di ogni cosa è fermare lo squallido divertimento dei vicini di casa, i signori Panatra (o Paper), che vanno a caccia solo per divertimento e anche contro la maestra, la signora Verni.
È per questo che il dito magico entra in funzione dotando i Panatra di ali di uccello. 
La mattina dopo quando il signor Panatra si sveglia, tutta la famiglia vola via dalla finestra, e dando le anatre quattro braccia giganti, che usano questi loro nuovi doni per usurpare la casa dei loro abituali aguzzini. 
Le anatre, inoltre, si impossessano dei fucili dei Panatra, e cercano di usarli contro di loro, per vendicarsi dei loro piccoli uccisi solo il giorno prima. 
Ma la famiglia di cacciatori promette, a questo punto, di non andare mai più a caccia e di cambiare il loro cognome in "Anatra" (o "Papera"), lasciando le anatre in pace.

## Edizioni
- Harper & Row, 1966, USA.
- Allen & Unwin, 1968, UK.
- Gli scriccioli, 1997, Italia.